# Jacques Rivette
Jacques Rivette (Rouen, Francuska, 1. ožujka 1928. – 29. siječnja 2016.) bio je francuski filmski redatelj. Smatra se zajedno s Jean-Luc Godardom jednim od najinovativnijih redatelja francuskog novog vala. Kao i Godard, Rivette je isprva bio aktivan u filmskoj kritici gdje je izražavao divljenje popularnoj američkoj kinematografiji, 1940-ih i 1950-ih, posebno prema djelima redatelja Roberta Aldricha, Howarda Hawksa, Franka Tashlina,  Johna Forda, Nicholasa Raya, i Fritza Langa.
Rivetteove priče razvijaju se na neuobičajene načine, često prateći višestruke zaplete koji mogu biti romantični, misteriozni, komični ili sve to zajedno uz opsežne improvizacije, što njegove filmove često čini ekstremno dugima (kao Out 1, od 13 sati, i 41 sat u kasnijoj verziji 
produkcije) i mnoge rijetko prikazivanima. 

## Biografija
Rođen je u Rouenu. 1950. pridružuje se Ciné-Club du Quartier Latin, i započinje objavljivati filmske kritike u manjem filmskom časopisu Gazette du Cinema. U to doba snima svoje prve kratke filmove  Aux Quatre Coins (1950.), Le Quadrille (1950.), i Le Divertissment (1952.). Od 1952. surađuje s čuvenim Cahiers du cinéma, zajedno s nekoliko mladih kritičara koji će oformiti jezgru francuskog novog vala: Éricom Rohmerom, Jean-Luc Godardom, Françoisom Truffautom, Claudeom Chabrolom, i Lucom Moulletom. 1958. započinje rad na svom prvom dugometražnom filmu Paris nous appartient, kojeg dovšava dvije godine kasnije, koristeći iznajmljenu opremu i ostatke filmskih rola.
Céline et Julie vont en bateau (1974.) je vjerojatno Rivetteovo napoznatije i najcjenjenije djelo. Ostala značajna ostvarenja uključuju filmove  Out 1, L'Amour fou, Paris nous appartient, i La Belle noiseuse.

## Izabrana filmografija

### Dugometražni filmovi
Zajedno s  Out 1, La Belle noiseuse, i Va savoir, Rivette je objavio alternativnu verziju filma L'Amour fou, dok je aktualna verzija L'Amour par terre, skraćeni prikaz duže i cijenjenije verzije. Duelle i Noroît dvije su epizode planiranog četverodjelnog serijala Scènes de la vie parallèle, te je Histoire de Marie et Julien kasnije slobodno inspiriran nesnimljenom epizodom. Radi neobičnog stila Rivetteovih djela, mnoga su DVD izdanja objavila premontirane ili nekompletne verzije njegovih filmova.
- Pariz nam pripada (1960.)
- Redovnica (1966.)
- Luda ljubav (1968.)
- Out 1 (1971.)
- Out 1: Spectre (1972.)
- Celine i Julie idu veslati (1974.)
- Scenes de la vie parallele: 2: Duelle (une quarantaine) (1976.)
- Sjeverozapadni vjetar (Osveta) (1976.)
- Le Pont du Nord (1981.)
- L’Amour par terre (1984.)
- La Bande des quatre (1988.)
- Nepoznato remek-djelo (1991.)
- La Belle Noiseuse: Divertimento (1991.)
- Djevica Ivana (bitke) (1994.)
- Djevica Ivana (zatvori) (1994.)
- Pitaj Boga (2001.) 
  - Pitaj Boga+ (2002.) - originalna verzija
- Histoire de Marie et Julien (2003.)
- Ne touchez pas la hache (2007.)

### Kratki filmovi
- Aux quatre coins (1949.)
- Le Quadrille (1950.)
- Le Divertissement (1952.)
- Le Coup du berger (1956.)
- Paris s'en va (1980.)
- Une aventure de Ninon (1995.)

### Televizija
Epizode iz Cinéastes de notre temps
- Jean Renoir, le patron (1966.)
- Jean Renoir parle de son art (1966. zajedno s Janine Bazin i Jean-Michel Coldefy)

## Vanjske poveznice
- jacques-rivette.com
- Jacques Rivette u internetskoj bazi filmova IMDb-u (engl.)
- Jacques Rivette na portalu lzmk.hr (Filmski leksikon)  Arhivirana inačica izvorne stranice od 5. ožujka 2016. (Wayback Machine)
- sensesofcinema.com   Arhivirana inačica izvorne stranice od 7. kolovoza 2009. (Wayback Machine)
- Hurlevent: Jacques Rivette's Adaptation of Wuthering Heights   Arhivirana inačica izvorne stranice od 1. lipnja 2009. (Wayback Machine)
- The Captive Lover - An interview with Jacques Rivette
- De l'Abjection (Jacques Rivette) - simpleappareil.free.fr
- Interviews - dvdbeaver.com